# کارل بلوک

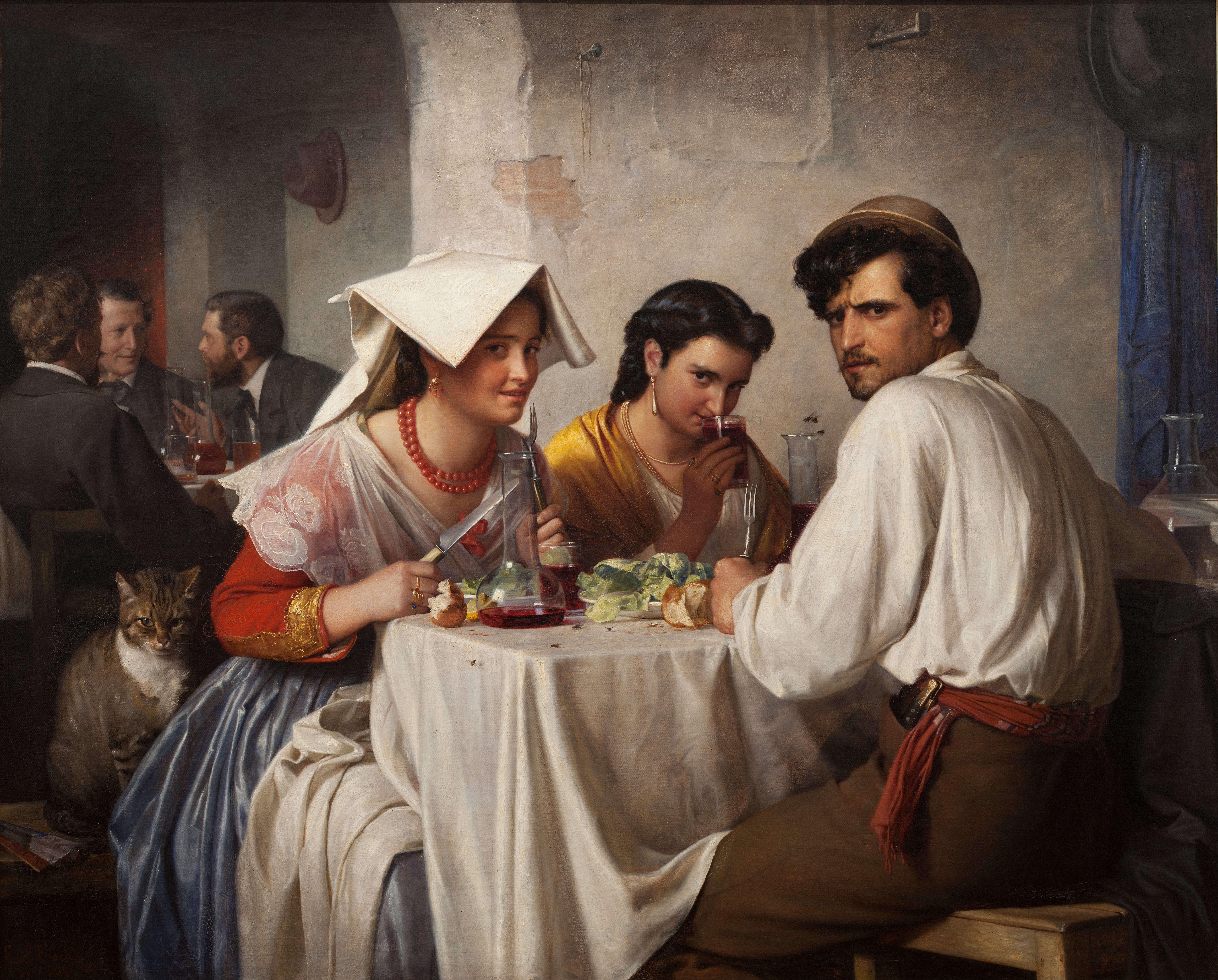
در یک اوستریای رومی از کارل بلوک که ۱۸۶۶ میلادی خلق شد و اینک نگارخانه ملی دانمارک مالک آن است.

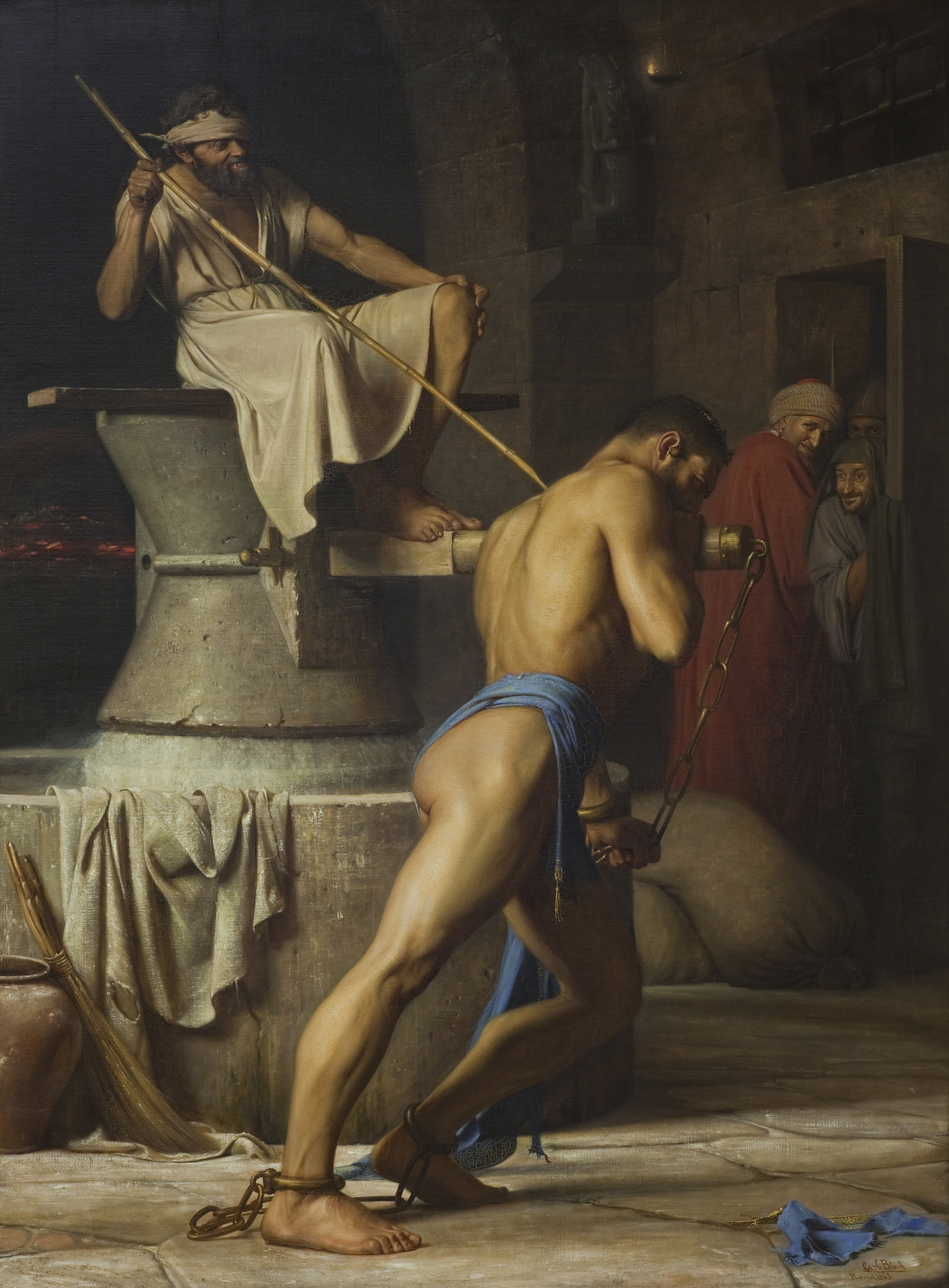
سامسون در تردمیل

کارل هاینریش بلوک (به دانمارکی: Carl Bloch)، نقاش برجستهٔ اهل دانمارک بود.

## زندگی‌نامه
وی در کپنهاگ دانمارک زاده‌شد و زیرنظر ویلهلم مارستراند در آکادمی سلطنتی هنر دانمارک (Det Kongelige Danske Kunstakademi) تحصیل کرد. پدر و مادرش می‌خواستند که او حرفه‌ای محترم، مانند افسری نیروی دریایی آن زمان، در پیش گیرد . اما او چنین نمی‌خواست. تنها علاقه‌اش نقاشی بود و می‌خواست که هنرمند شود. او برای تحصیل هنر به ایتالیا رفت و آنجا با کارهای رامبرانت آشنا شد که بر او اثری شگرف گذاشت. ۳۱ مه ۱۸۶۸ با آلما ترپکا در رم ازدواج کرد و تا زمان مرگ زودهنگام همسرش در ۱۸۸۶ با هم بودند.
کارهای نخستین او، زندگی روزمره روستایی را نشان می‌داد. از ۱۸۵۹ تا ۱۸۶۶، در ایتالیا زندگی کرد، که این دوره برای پیشرفت سبک تاریخی‌اش مهم بود.
نخستین موفقیت بزرگ او، برگزاری نمایشگاه‌ش به‌نام «پرومتئوس بی‌بندوبار» در کپنهاگ در ۱۸۶۵ بود. پس از مرگ مارستراند، صحنه‌آرایی سالن تشریفات دانشگاه کپنهاگ را به پایان رساند. غم از دست دادن همسرش او را سنگین کرد و تنها ماندن با هشت فرزند برایش بسیار سخت بود.
سپس ۲۳ نقاشی برای کلیسای کوچک شاه در کاخ فردریکس‌بورگ به او سفارش داده‌شد. نقاشی‌های او همه صحنه‌هایی از زندگی مسیح بود که بسیار محبوب شدند. نسخه‌های اصلی که ۱۸۶۵ تا ۱۸۷۹ نقاشی شده‌اند، هنوز در کاخ فردریکس‌بورگ هستند. این نقاشی‌ها را می‌توان در شهرهای هولباک، ادنسه، اوگرلوئز و کپنهاگ در دانمارک، و  لودروپ، هوروپ و لاندسکرونا در سوئد یافت.

### درگذشت
بلوک ۲۲ فوریه ۱۸۹۰ بر اثر سرطان درگذشت. به گفته سوفوس مایکالیس، مرگ او «ضربه‌ای ناگهانی برای هنر نوردیک (اروپای شمالی)» بود. به‌نظر مایکلیس، «دانمارک هنرمندی که بی‌چون‌وچرا را از دست داد.» کیهن در سوگ‌نامه‌اش در مراسم خاک‌سپاری بلوک گفت که «بلوک می‌ماند و زنده خواهد بود.»
یک منتقد برجسته هنری دانمارکی، کارل مادسن، گفته که بلوک برتر از همه هنرمندان دانمارکی آن زمان بوده‌است.

## تأثیر بر هنر کلیسای عیسی مسیح قدیسان آخرالزمان
بیش از ۴۰ سال، کلیسای عیسی مسیح قدیسان آخرالزمان از نقاشی بلوک در ساختمان‌های کلیسا و رسانه‌های نوشتاری‌اش بهره بسیار برد. با بهره‌گیری از نقاشی‌های بلوک - به عنوان مدل‌هایی برای رنگ، نور و طراحی کلی صحنه، و حرکت بازیگران - فیلم‌هایی ساخته‌شده‌اند که روایت‌های کتاب مقدس از مسیح را تصویر کرده‌اند. بارزترین نمونه این فیلم ۲۰۰۰ فیلم The Testamentents of One Fold and One Shepher است.
با کمک هنرمند دانمارکی، متولد سورن ادسبرگ (زاده ۱۹۴۵)، اثر «شفای مسیح در استخر بتسدا»، برای موزه هنر دانشگاه بریگام یانگ فراهم شد.

## نگارخانه

کارل هاینریش بلوک- زندگی عیسی
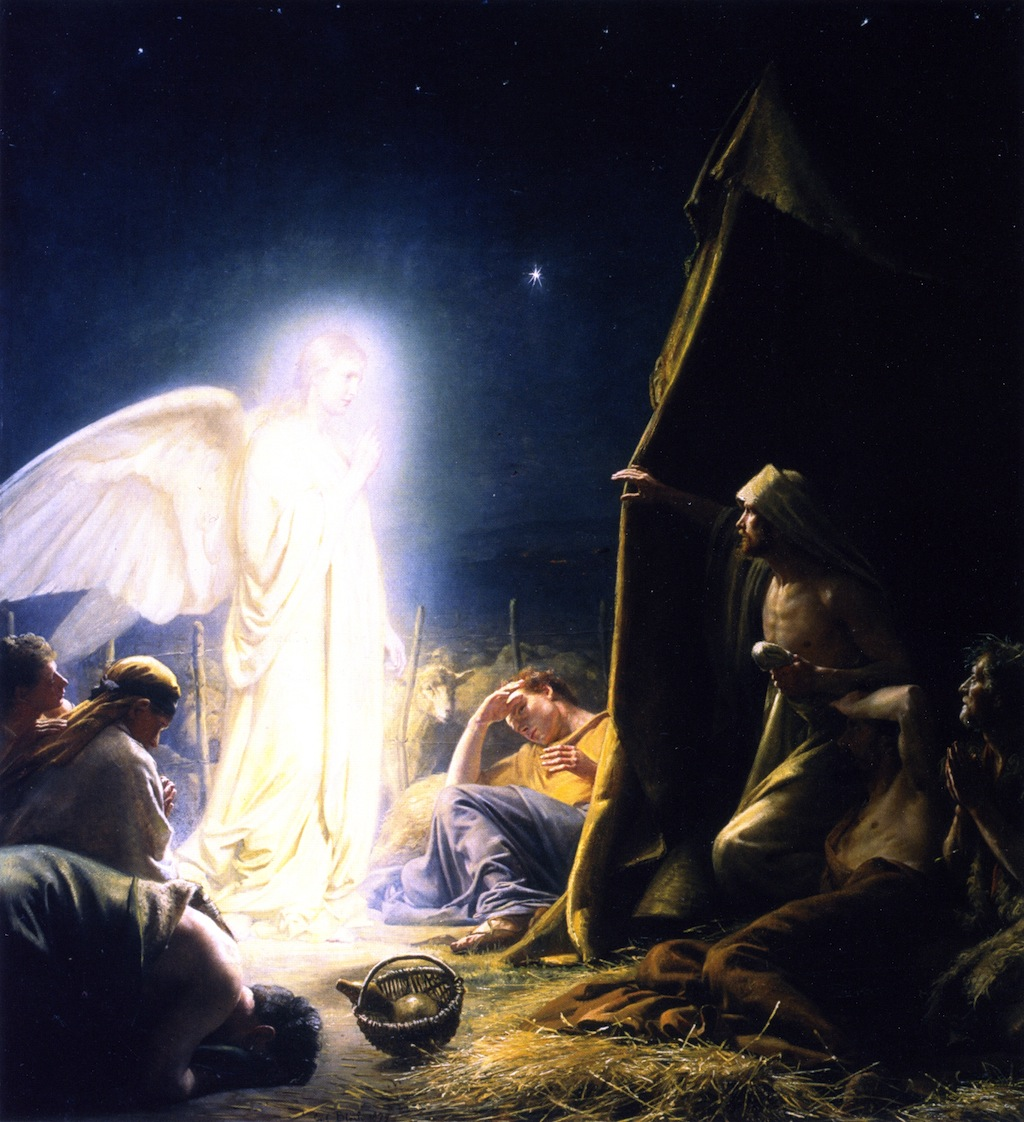
چوپانان و فرشته
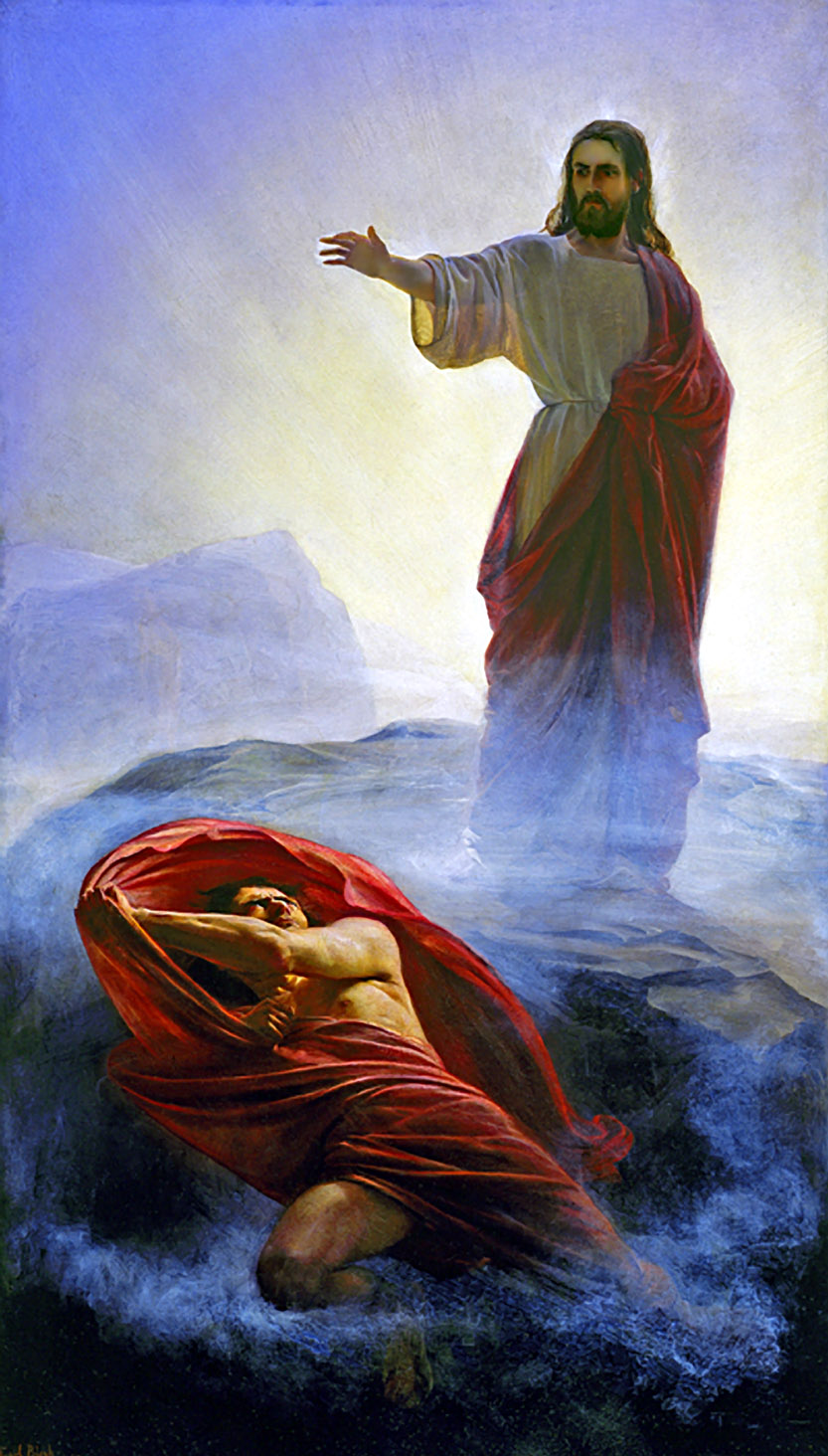
عیسی وسوسه شد
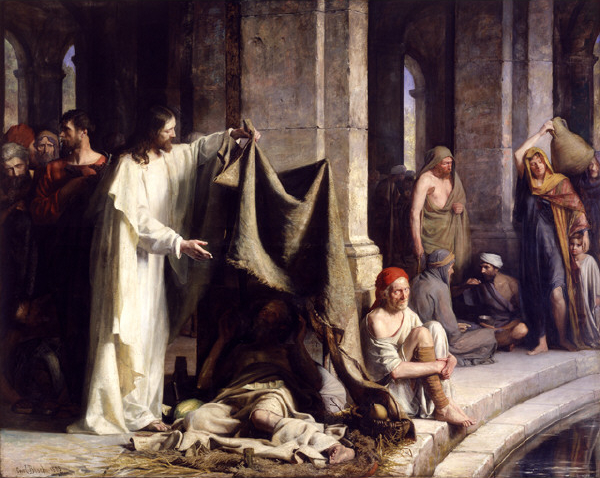
مسیح در حال شفای بیماران
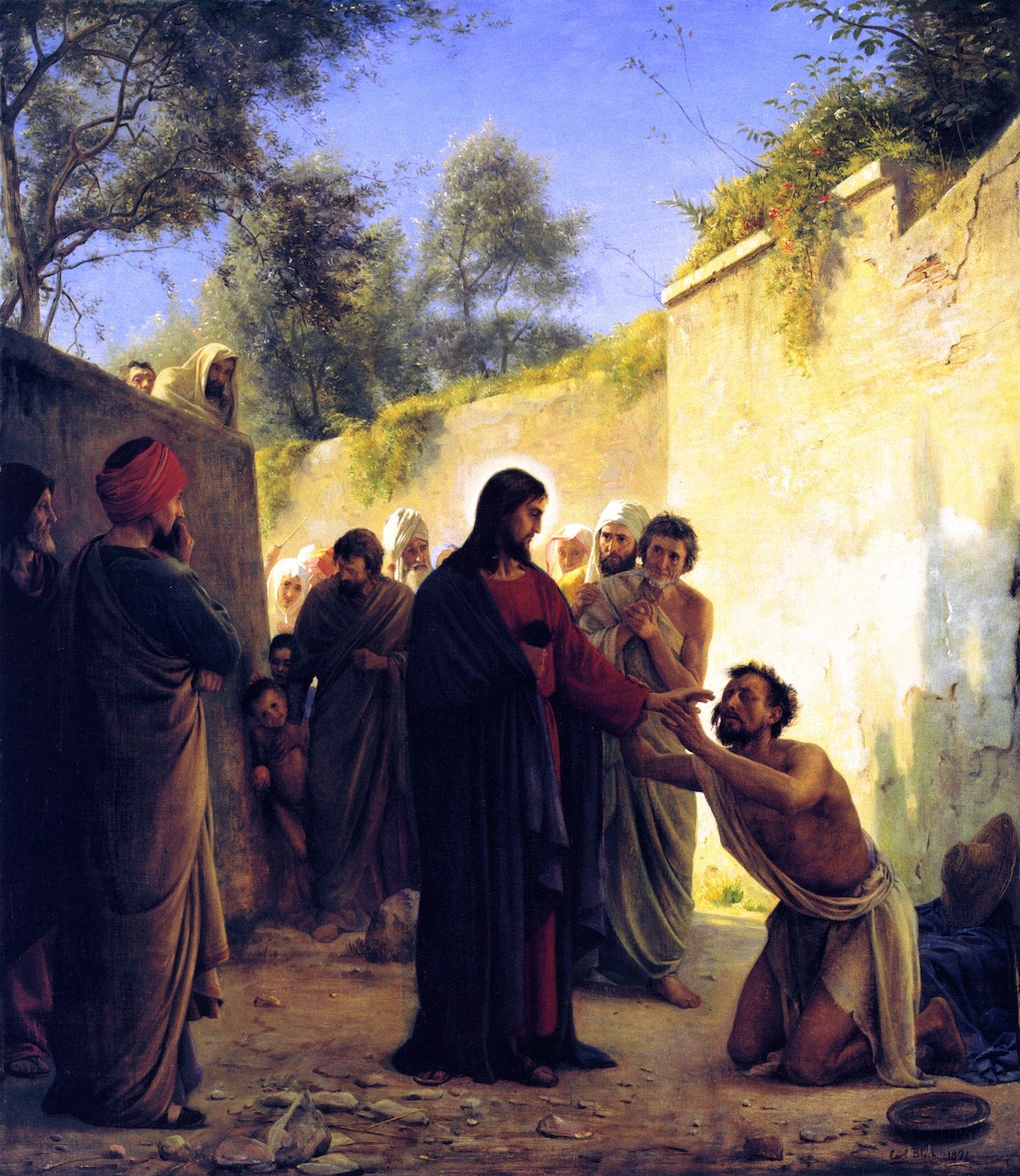
شفای مرد نابینا توسط عیسی مسیح
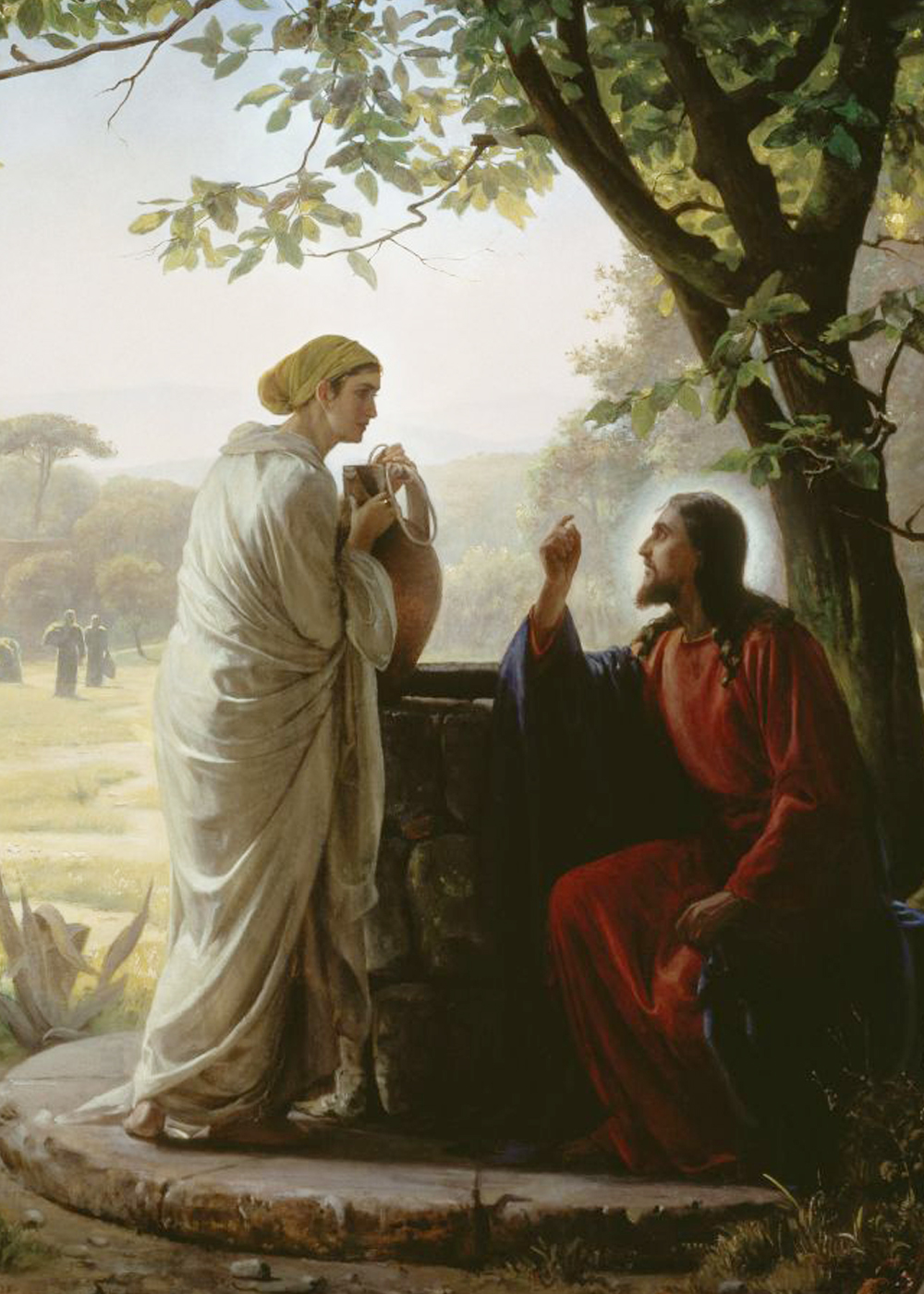
زن در چاه
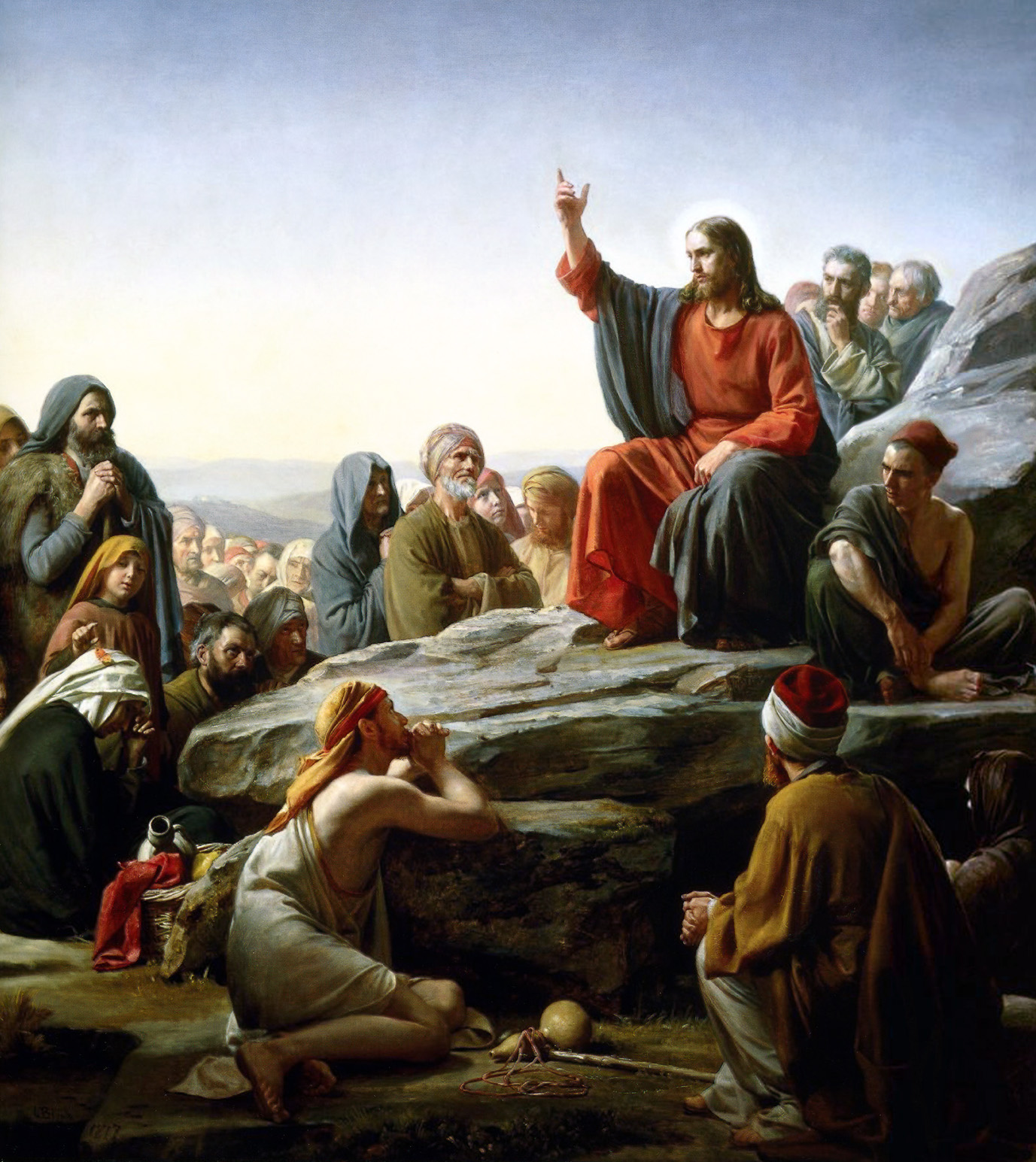
خطبه روی کوه
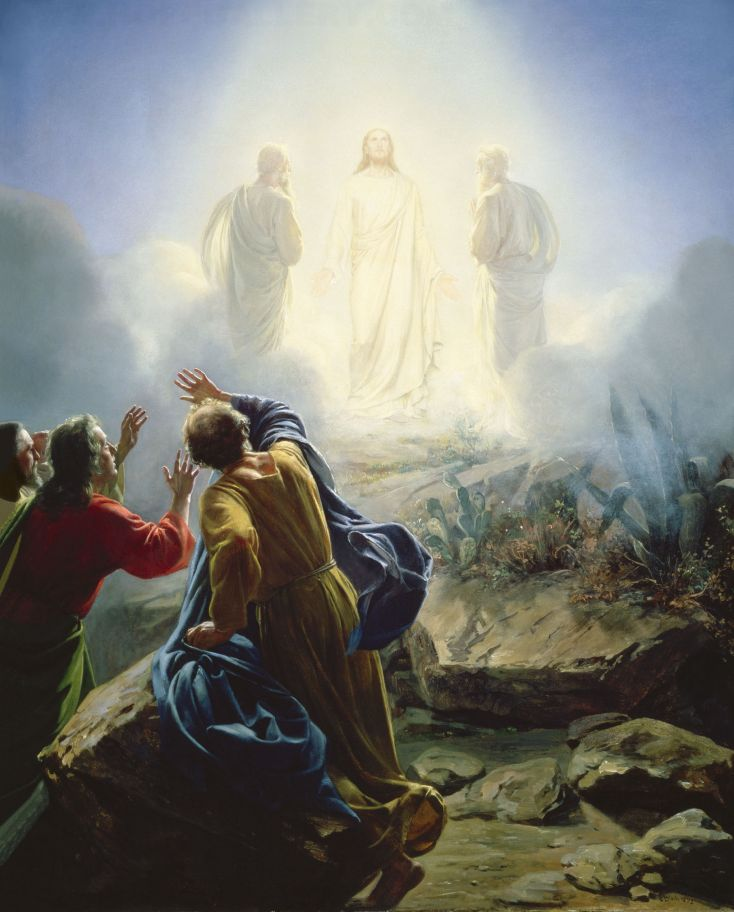
تغییر شکل
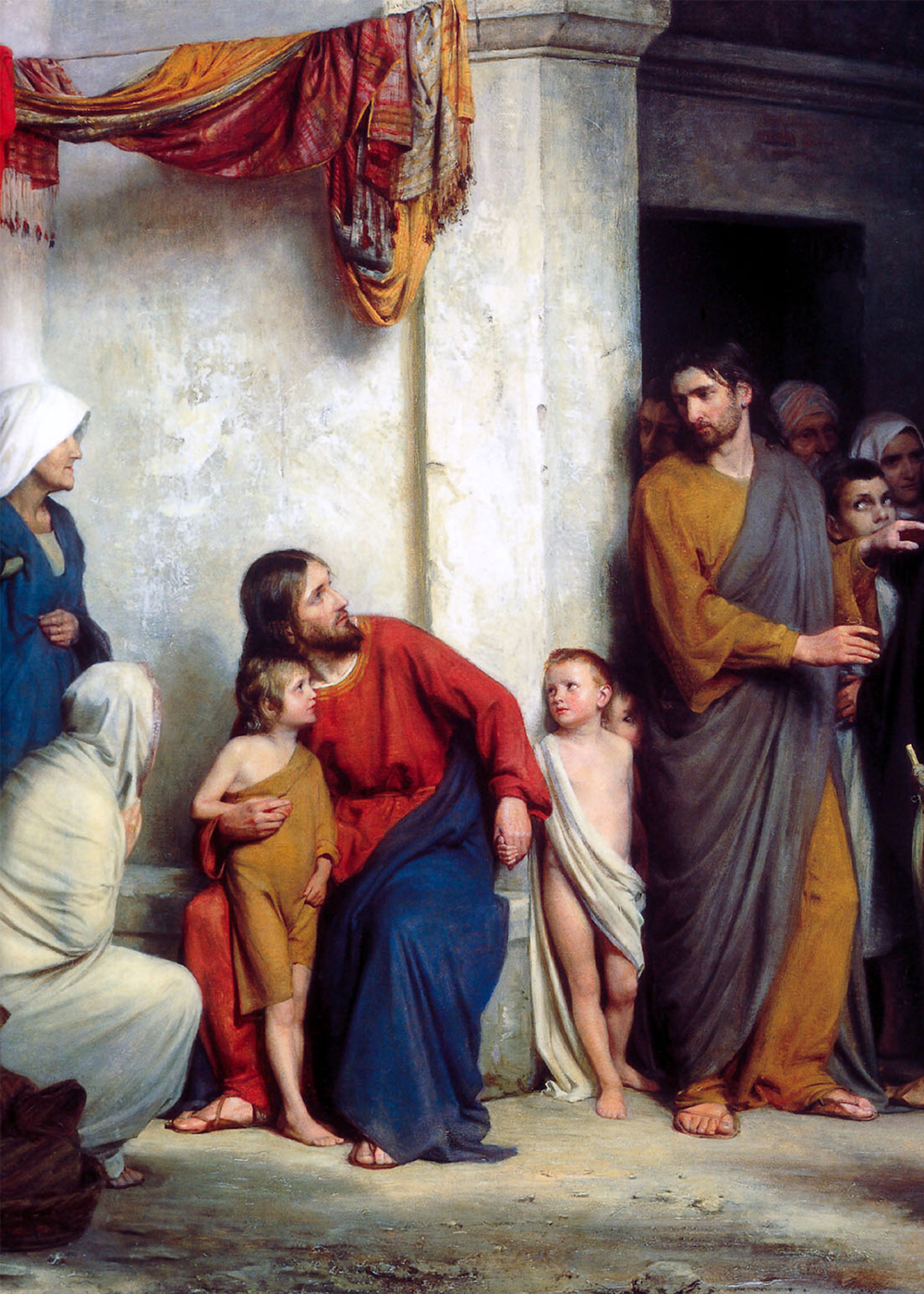
کودکان را رنج بده
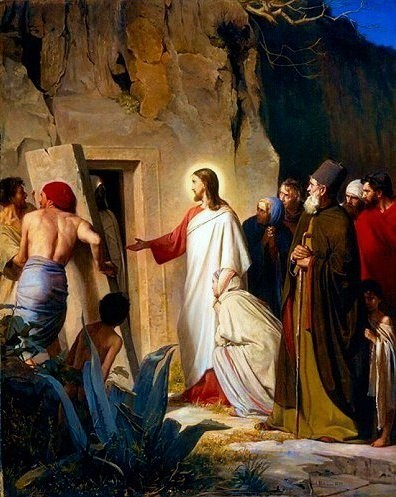
زنده شدن لازاروس
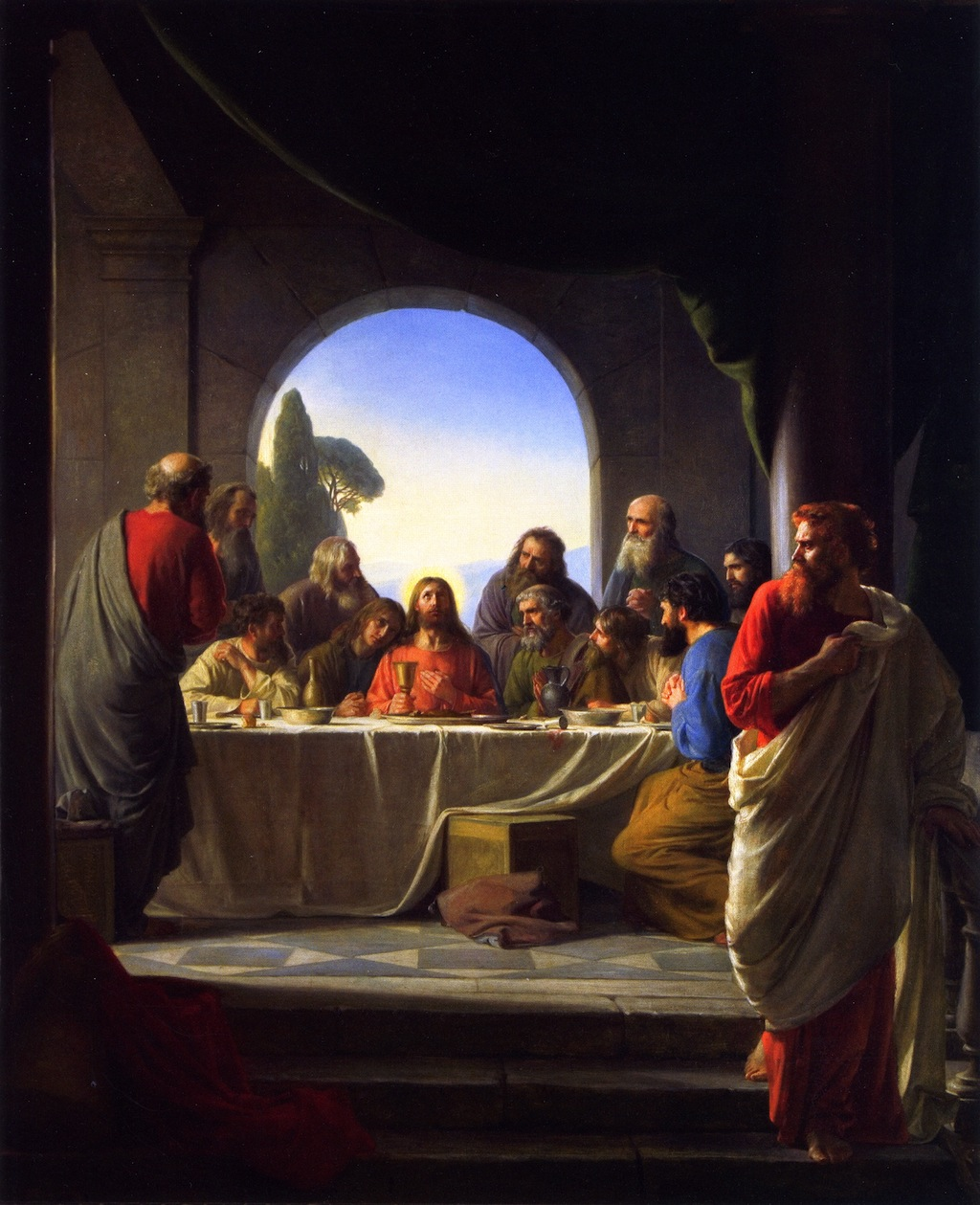
شام آخر
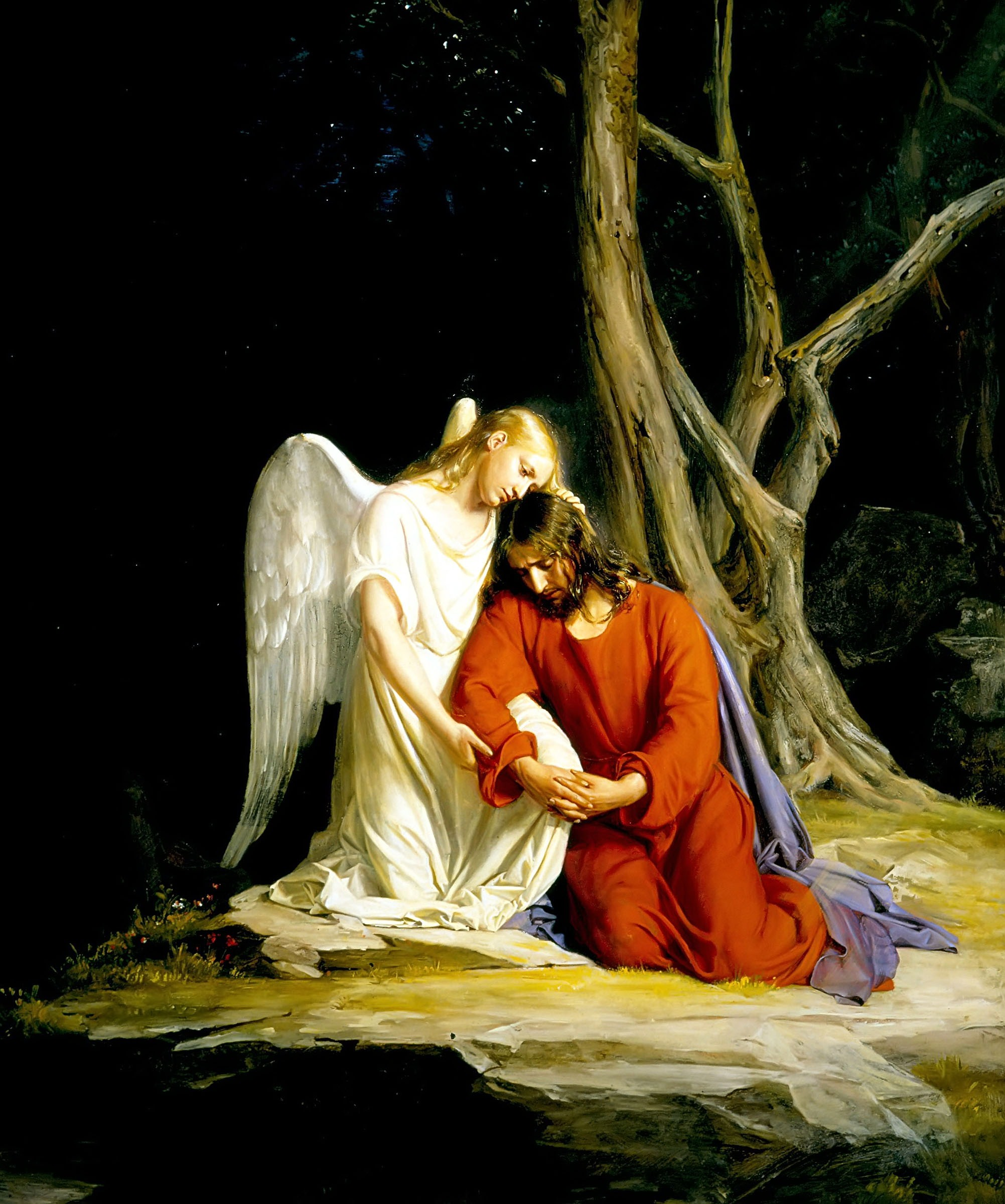
گتسمانی
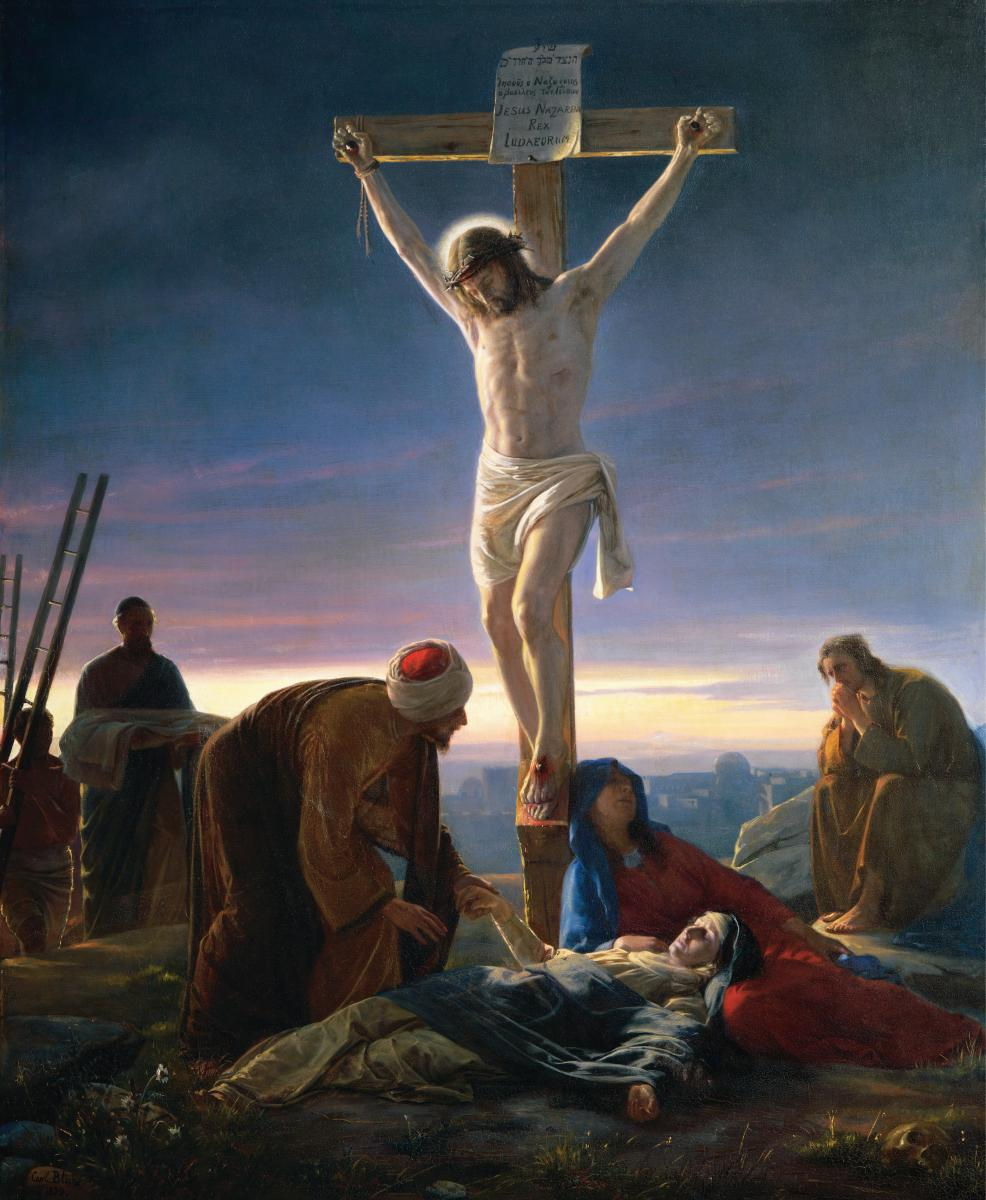
مسیح در صلیب
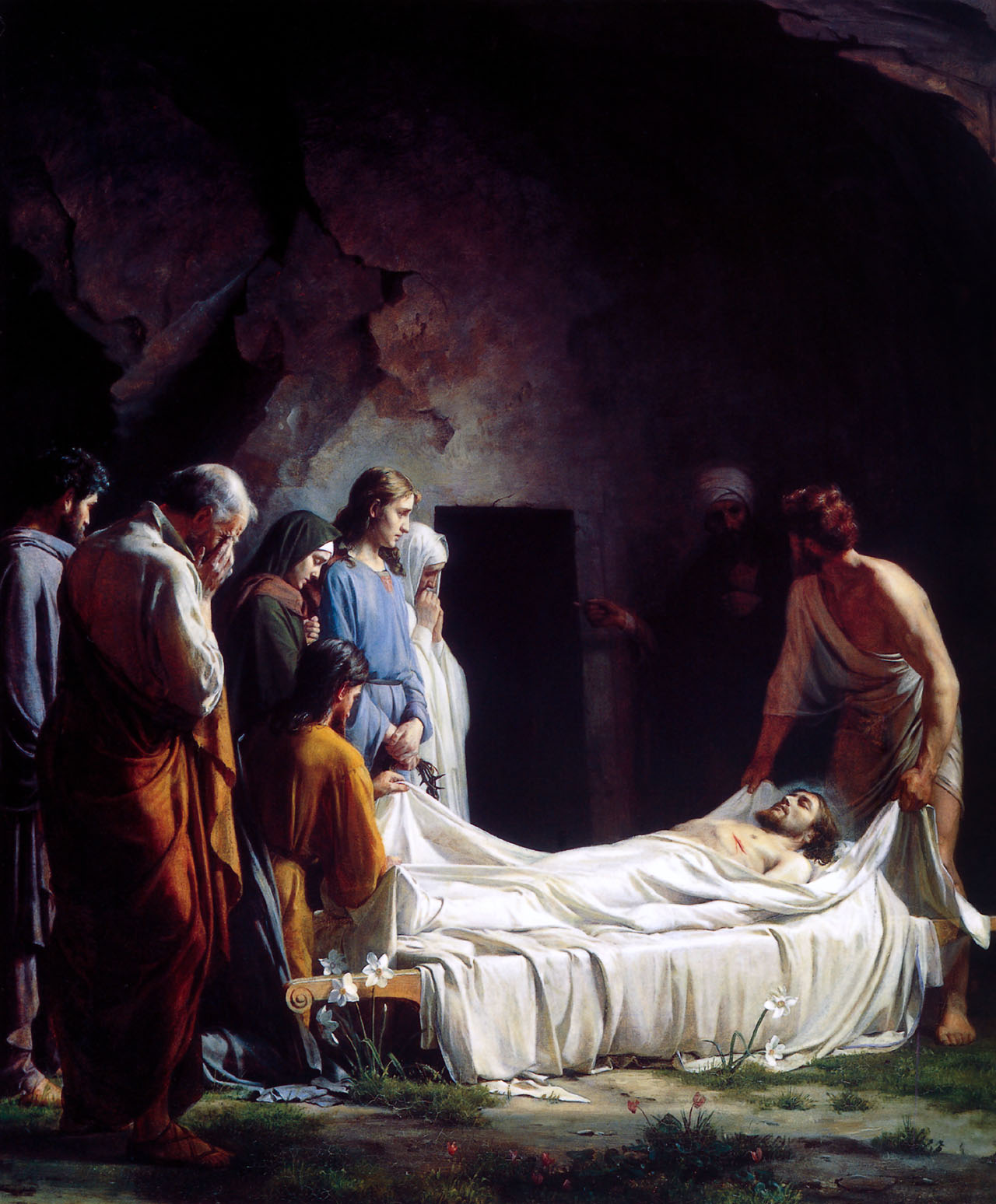
دفن مسیح
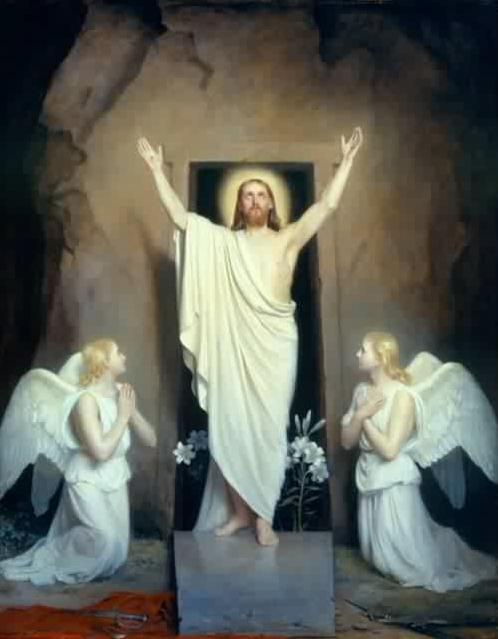
رستاخیز مسیح